# Каннур (округ)
Каннур (малаял. കണ്ണൂര്‍ ജില്ല; англ. Kannur) — округ в индийском штате Керала. Образован 1 января 1957 года. Административный центр — город Каннур. Площадь округа — 2966 км².

## Этимология
Название округа вероятнее всего произошло от сложения слов «Каннан» (Кришна) и «ур» (место).

## География и климат

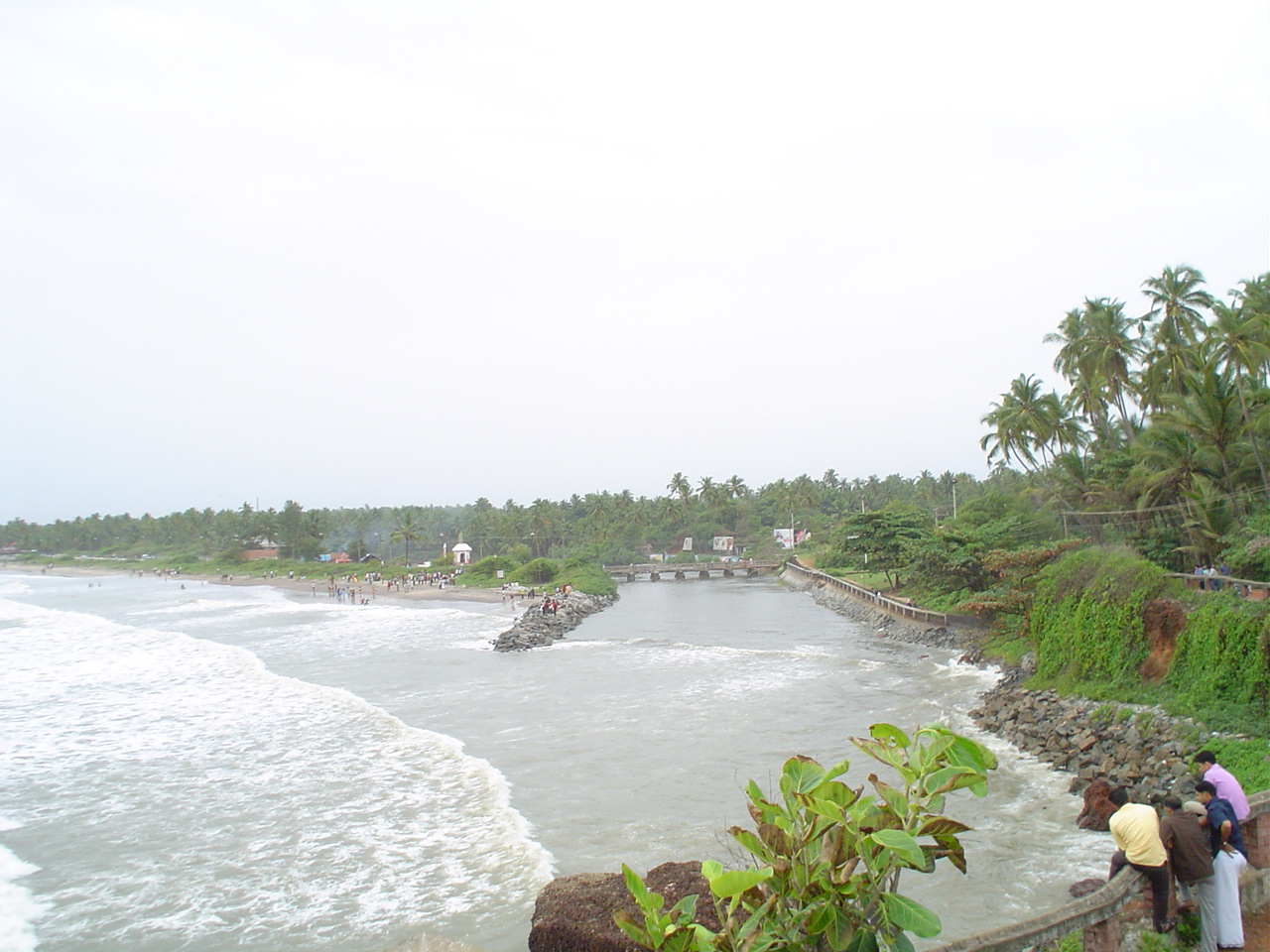
Пляж Пайямбалам, 3 км от города Каннур

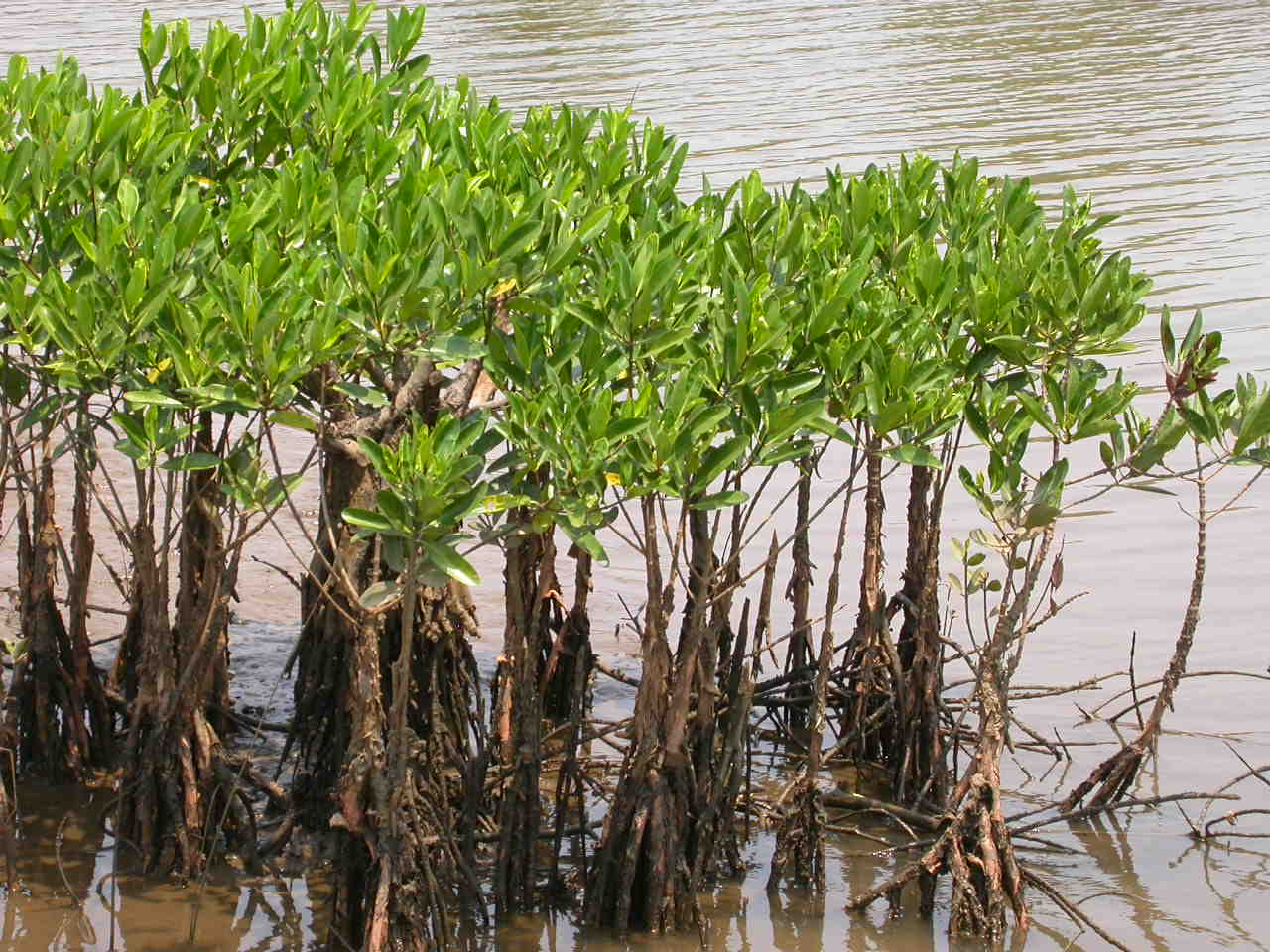
Мангры на реке Велликил

Каннур расположен в северной части Кералы, граничит с округом Касарагод (на севере), округами Кожикоде и Ваянад (на юге), а также со штатом Карнатака (на северо-востоке). На западе омывается Аравийским морем. Через территорию округа протекает 6 рек, крупнейшая из которых — Валапаттанам.
Среднегодовой уровень осадков составляет 3438 мм, около 68 % от них выпадает в июле.

## Экономика
Имеется текстильная промышленность, производство фанеры, табачных изделий и койра. Основные сельскохозяйственные культуры региона включают рис, кокосы, чёрный перец, орехи кешью, тапиоку и др.

## Население
По данным всеиндийской переписи 2001 года население округа составляло 2 412 365 человек. Уровень грамотности взрослого населения составлял 92,6 %, что значительно выше среднеиндийского уровня (59,5 %). Доля городского населения: 50,3 %. Приверженцы индуизма составляют 61,4 %; ислама — 27,6 %; христианства — 10,8 %.

## Достопримечательности
Из достопримечательностей региона стоит отметить Форт Сент-Анжело и змеиный парк.